# Habsburg–Tescheni Mária Terézia Anna főhercegnő
Habsburg–Tescheni Mária Terézia Anna (Marie Therese Anna von Österreich–Teschen), (Bécs, 1845. július 15. – Tübingen, 1927. október 8.), osztrák főhercegnő, magyar és cseh királyi hercegnő, Habsburg–Tescheni Albert főherceg legidősebb leánya, württembergi hercegné.

## Élete

### Származása, testvérei
Mária Terézia Anna édesapja Habsburg–Tescheni Albert főherceg (1817–1895) volt, Teschen II. hercege, császári-királyi tábornagy, Habsburg–Tescheni Károly főherceg (1771–1847) és Henrietta Alexandrina nassau–weilburgi hercegnő (1797–1829) fia, II. Lipót német-római császár unokája. Édesanyja a Wittelsbach-házból való Hildegárd Lujza bajor királyi hercegnő (1825-1864) volt, I. Lajos bajor király (1786–1868) és Terézia Sarolta szász–hildburghauseni hercegnő (1792–1854) leánya. Házasságukból két leány született, és egy fiú, aki azonban egyéves kora előtt meghalt: 
- Mária Terézia Anna főhercegnő (1845–1927), aki 1865-ben Fülöp württembergi herceghez (1838–1917) ment feleségül.
- Károly Albert Lajos főherceg (1847–1848), az egyetlen fiú, 18 hónapos korában meghalt himlőben.
- Matild Mária Adelgunda Alexandra főhercegnő (1849–1867), aki 18 éves korában tragikus balesetben veszítette életét, amikor a bécsi Hetzendorf kastélyban rendezett ünnepségen ruhája tüzet fogott és ő belehalt égési sérüléseibe.

Legfiatalabb húgának, Matildnak születése körül keletkezett komplikációk következtében édesanyja nem szülhetett több gyermeket.

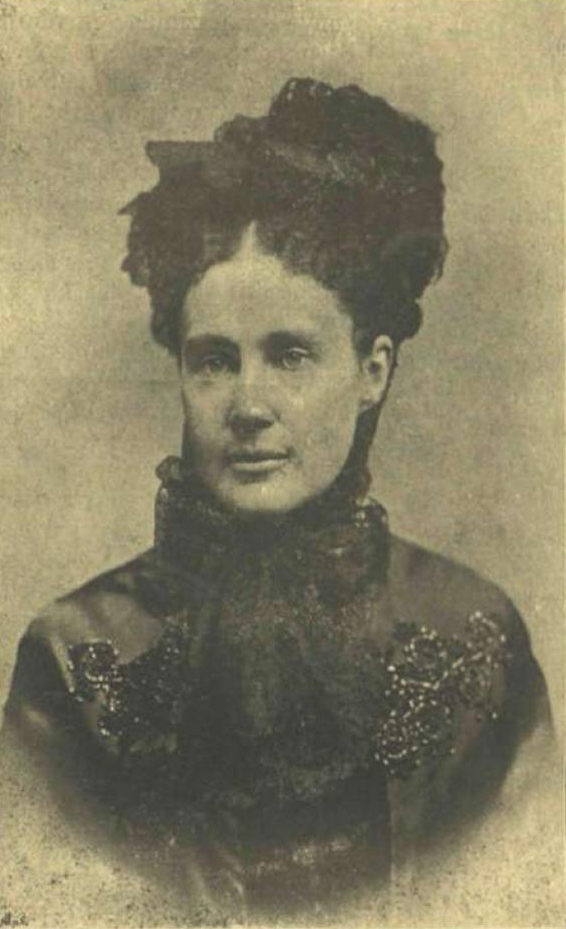
Mária Terézia főhercegnő, württembergi hercegné (1889-es fénykép)

### Ifjúsága
A főhercegi család nyaranta a Bécs melletti Badenben, a Weilburg kastélyban lakott, amelyet Matild Mária főhercegnő apai nagyapja, az 1847-ben elhunyt Károly főherceg építtetett feleségének, Henrietta Alexandrina nassau–weilburgi hercegnőnek. A család a teleket Bécsben, Albert főherceg palotájában töltötte (az  Albertina ma állami múzeum). Igen szoros kapcsolatokat ápoltak a császári családdal, Erzsébet császárné és királyné gyakran és szívesen látogatott unokanővéréhez, Hildegárd hercegnőhöz.
Édesanyját 19 évesen veszítette el. 1864 márciusában Hildegárd hercegnő Münchenben részt vett bátyjának, II. Miksa bajor királynak (1811–1864) temetésén. Megfázott, tüdő- és mellhártyagyulladást kapott, és április elején meghalt.

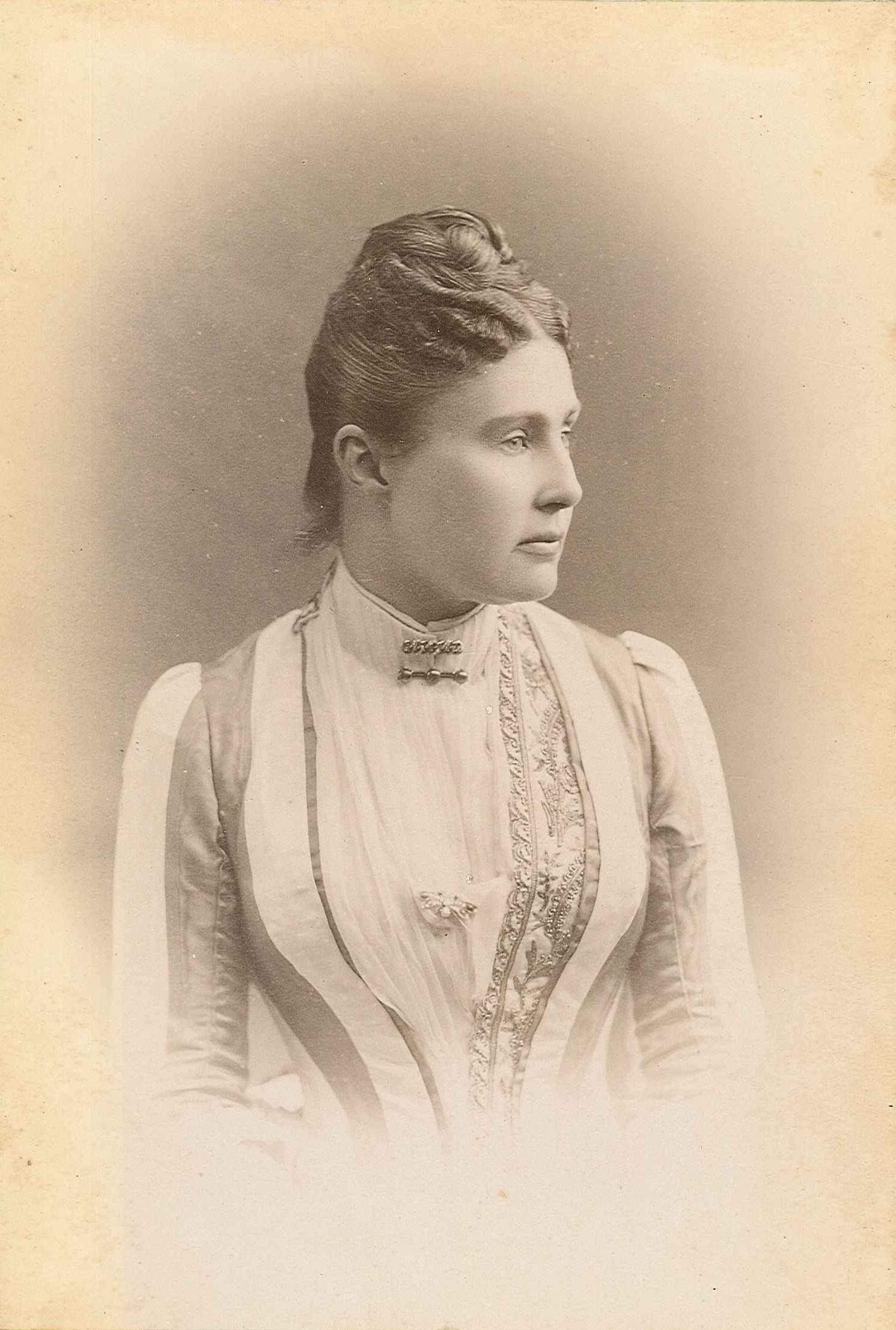
Mária Terézia főhercegnő, württembergi hercegné (1888-as fénykép)

### Házassága, gyermekei
1865. január 18-án Bécsben, a Hofburg kápolnájában (Kammerkapelle) feleségül ment Fülöp Sándor (Philippe Alexander) württembergi herceghez (1838–1917), Sándor Frigyes Vilmos (Alexander Friedrich Wilhelm) württembergi herceg (1804–1881) és Orléans-i Mária Krisztina francia királyi hercegnő (1813–1839) fiához, I. Lajos Fülöp francia király unokájához. A vőlegény először Erzsébet császárné legifjabb húgának, Zsófia Sarolta bajor hercegnő kezére pályázott, de itt kosarat kapott. Érdeklődése ezután fordult a Habsburg-család felé. Házasságukból öt gyermek született: 
- Albert Mária württembergi herceg (1865–1939), aki 1886-ban Margit Zsófia osztrák főhercegnőt (1870–1902) vette feleségül.
- Mária Amélia württembergi hercegnő (1865–1883)
- Mária Izabella württembergi hercegnő (1871–1904), szász hercegné.
- Robert württembergi herceg (1873–1947)
- Ulrich Mária württembergi herceg (1877–1944)

### A württembergi hercegné Ausztriában
Fülöp herceg és felesége a bécsi Ringen felépíttették a nagyszerű Württemberg Palotát (Palais Württemberg), 1866-tól itt laktak. Mária Terézia Anna egyetlen élő testvére, Matild Mária főhercegnő, akit Savoyai Umbertó olasz trónörökös hercegnek (1844–1900), II. Viktor Emánuel olasz király fiának szántak feleségül, 18 éves korában, 1867. június 6-án tragikus balesetben veszítette életét. Családtagjainak, köztük Erzsébet császárnénak jelenlétében a badeni Weilburg kastélyban estélyre készült, amikor egy égő cigarettától lángra kapott a ruhája, és ő belehalt égési sérüléseibe.
1871-ben eladták a bécsi palotát, amelynek épületében az 1873-as bécsi Világkiállításra már a Hotel Imperiál kapott helyet. A hercegi pár a bécsi „Strudelhofba” költözött, Bécs 9. kerületében, az Alsergrundon. 1873–76 között Fülöp herceg a felső-ausztriai Altmünsterben, a Traunsee mellett villát építtetett, amelyet feleségéről „Villa Marie Therese”-nek nevezett el. 1955-ben az osztrák államszerződés értelmében az épületet az osztrák állam vette tulajdonába, restaurálás után ma szövetségi gimnázium található benne. A herceg örökölte anyjának, Mária Krisztina orléans-i hercegnőnek művészi hajlamát, igen tehetségesen fényképezett.

### A királyi trónörökös anyja
1891-ben a Württembergi Királyság trónusára II. Vilmos király (1848–1921) lépett, akinek nem voltak gyermekei. A trón jogos várományosa így a dinasztia mellékágából származó Fülöp herceg lett volna, Mária Terézia Anna főhercegnő férje. Mivel ő 10 évvel öregebb volt a királynál, ezért legidősebb fiát, Albert herceget nyilvánították a trón örökösének, ennek megfelelően oktatták és vonták be a Württembergi Királyság államügyeinek vezetésébe.

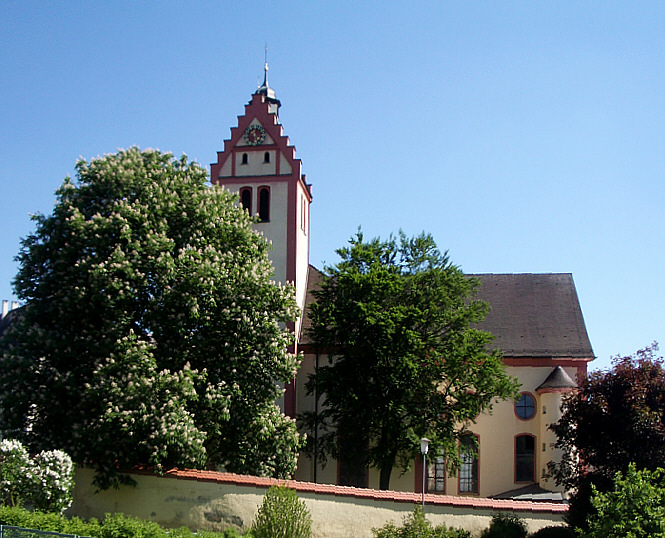
Az altshauseni Schlosskirche.

1905-ben Mária Terézia Anna főhercegnő férje, Fülöp herceg eladta a bécsi Strudelhof palotát, feleségével és családjával a stuttgarti Hercegi Palotába (Prinzenpalais) költözött. A legidősebb fiú, Albert herceg sikeres harctéri parancsnokként küzdötte végig az első világháborút. 1917 októberében a 79 éves Fülöp herceg elhunyt. 1918-ban II. Vilmos király lemondott, de Albert herceg már nem örökölhette a királyságot. Az özvegy Mária Terézia Anna hercegné a Stuttgart melletti Tübingenbe költözött. Fia, Albert herceg családjával a felső-svábföldi Altshausen kastélyban lakott, amelyet 1919-től a királytól kaptak.
Mária Terézia Anna özvegy hercegné Tübingenben hunyt el 1927. október 8-án. Az altshauseni Szent Mihály templomban (Schloss- und Pfarrkirche St. Michael) ekkor már készen állt a fia által épített új családi kripta. Albert herceg itt helyezte végső nyugalomra édesanyját, és idehozatta Ludwigsburgban eltemetett apjának koporsóját is.

## Külső hivatkozások
- Mária Terézia Anna főhercegnő életrajzi, családi adatai (The Peerage).
- A Württembergi-ház családfái.